# Змеелов
Змеелов, или ловец змей — человек, занимающийся отловом в природе змей, в основном ядовитых, для отбора у них яда или их последующего содержания в неволе, как правило, в серпентариях, в том числе для многократного отбора яда. Профессиональные змееловы работают, как правило, при крупных серпентариях. В странах с умеренным климатом, где змеи в природе встречаются только в теплое время года, прячась на зимовку в подземные убежища, деятельность змееловов сезонная и во многом зависит от заказов серпентариев. В некоторых странах змееловы работают в частном порядке, для продажи змей.
Профессия змеелова появилась около ста лет назад. Для змеелова важно очень хорошо разбираться в ядах и в противоядиях, знать повадки змей и их тонкости, различать особенности поведения в зависимости от мест обитания. Обязательное условие для человека этой профессии — отсутствие аллергий. Иначе реакция на противоядие может быть очень непредсказуемой. Змееловом может стать только очень ловкий от природы человек, поскольку для змеелова жизненно важно вовремя увернуться от молниеносного броска змеи, отсутствие хорошей реакции у змеелова может привести к укусу змеей и летальному исходу.
Некоторые змееловы для выработки в организме иммунитета к яду вкалывают себе его микродозы, постепенно увеличивая их. Это очень болезненная, но часто эффективная процедура. Американский герпетолог Билл Хааст пережил 172 укуса ядовитых змей, попав в Книгу рекордов Гиннесса. Правда, после одного из этих случаев он потерял несколько пальцев, а после укуса индийской кобры едва выжил.